# Nes (Ameland)

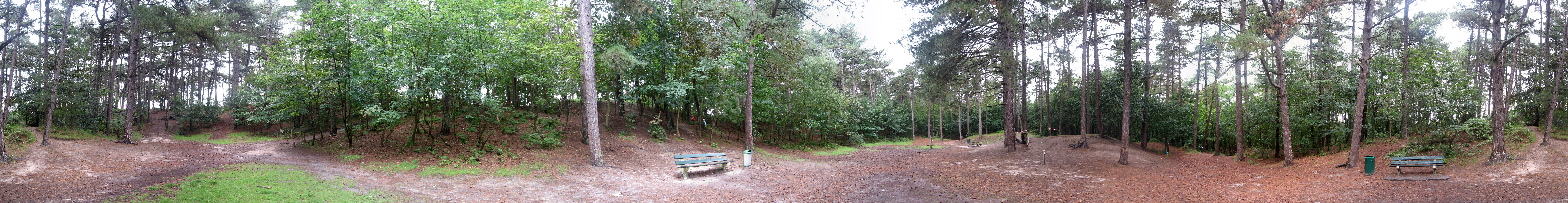
Nesser bos

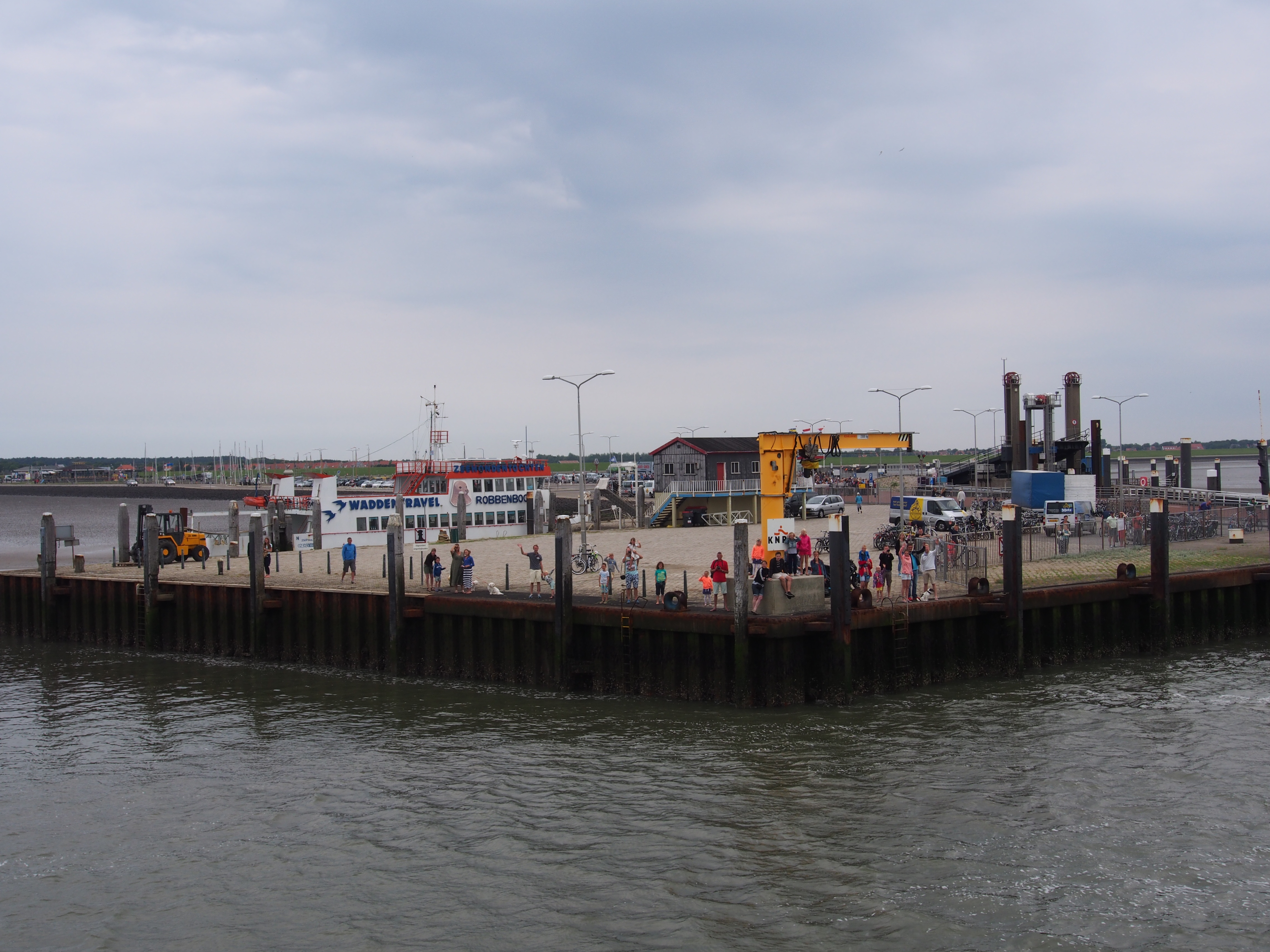
Haven en pier bij Nes

Nes is een dorp op Ameland in de Nederlandse provincie Friesland en telt ongeveer 1.295 inwoners.
Vroeger was Nes de hoofdplaats van Ameland. Tegenwoordig is het gemeentehuis in het dorp Ballum gelegen. In Nes bevindt zich de veerboot naar Holwerd. Deze veerdienst wordt onderhouden door rederij Wagenborg.

## Bezienswaardigheden
Een deel van Nes is een beschermd dorpsgezicht, een van de beschermde stads- en dorpsgezichten in Friesland. Verder zijn er in het dorp tientallen rijksmonumenten en is er het Natuurcentrum Ameland.

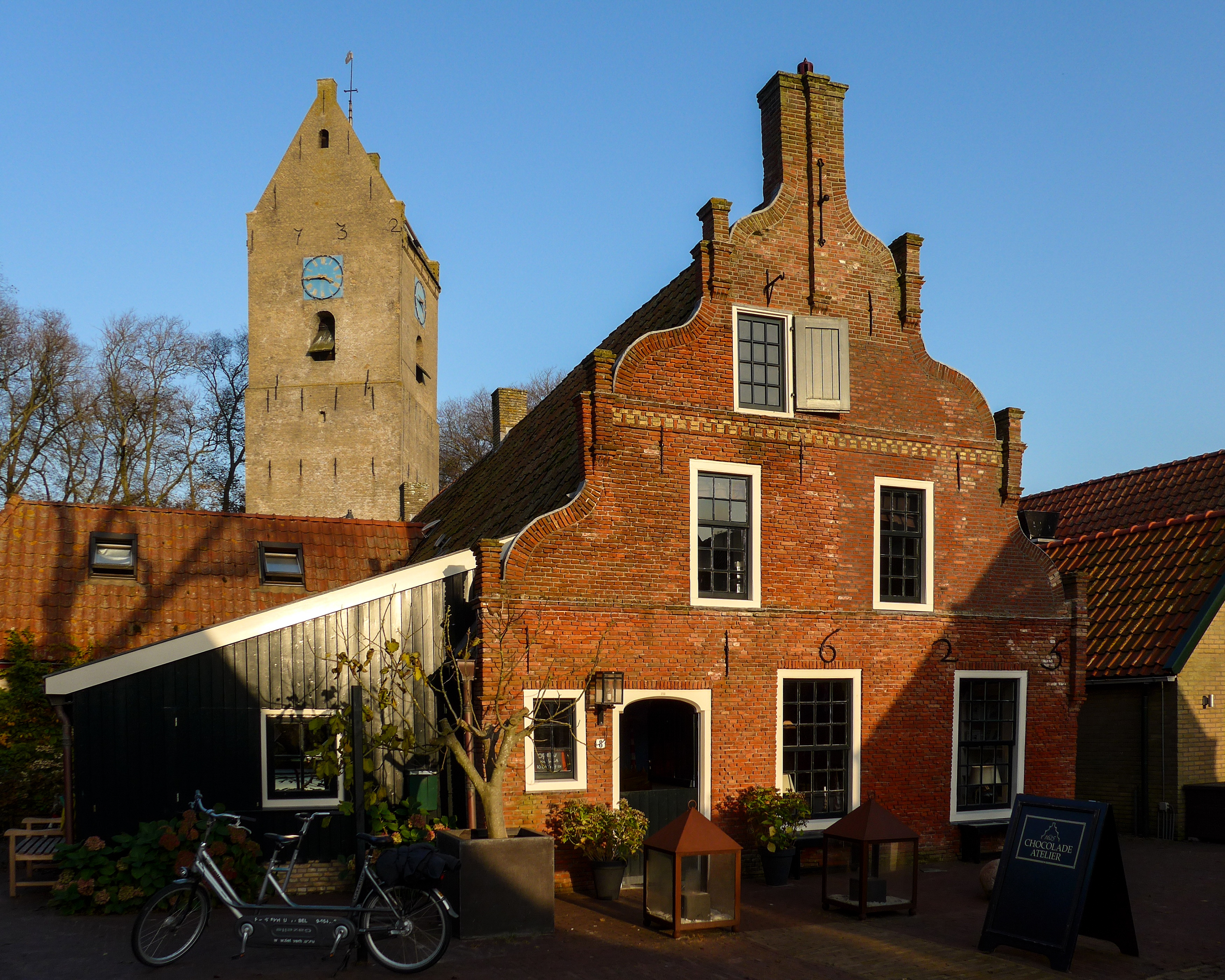
Rixt van Doniastraat met op de achtergrond de Klokkentoren van Nes
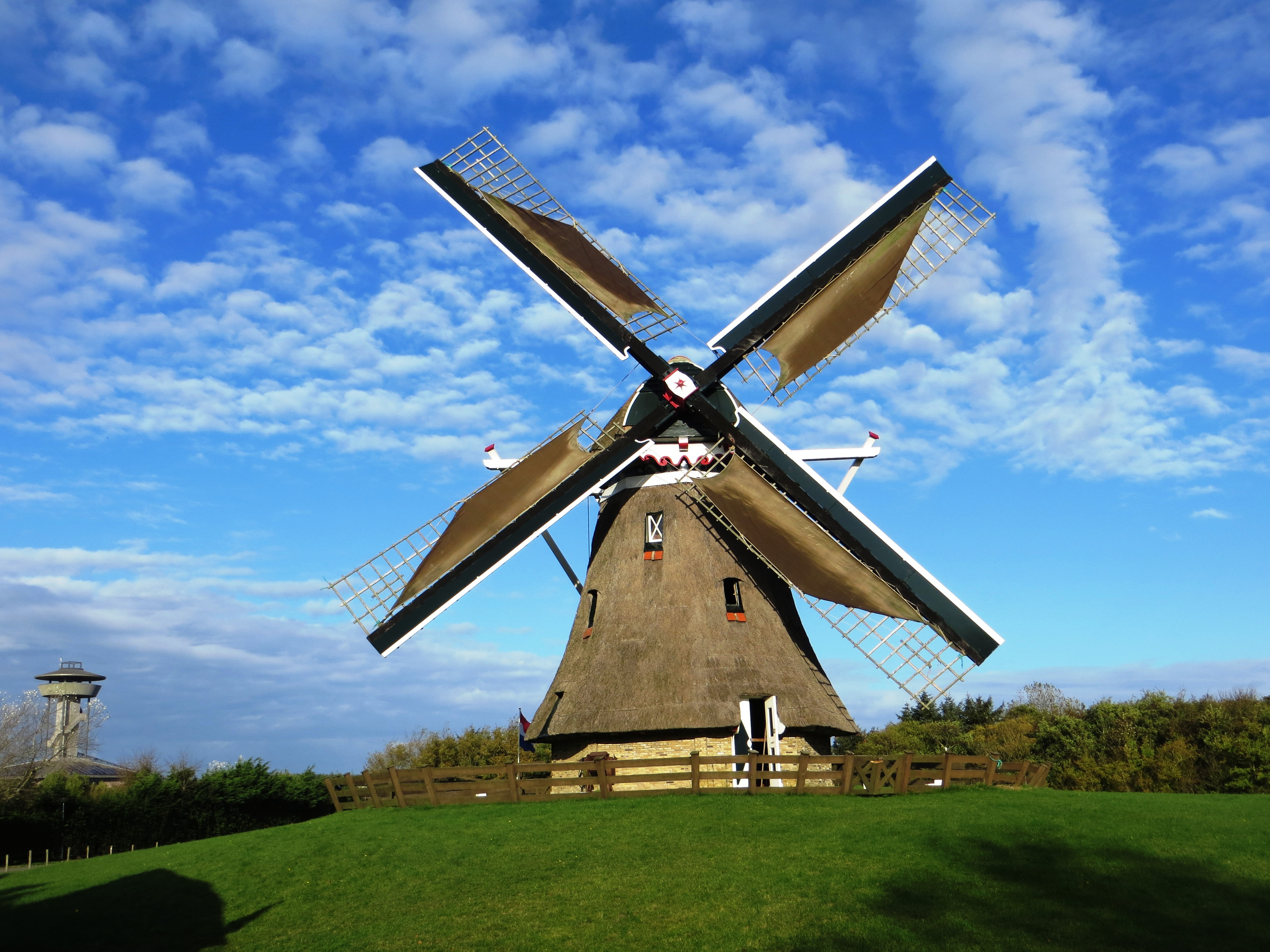
Korenmolen De Phenix
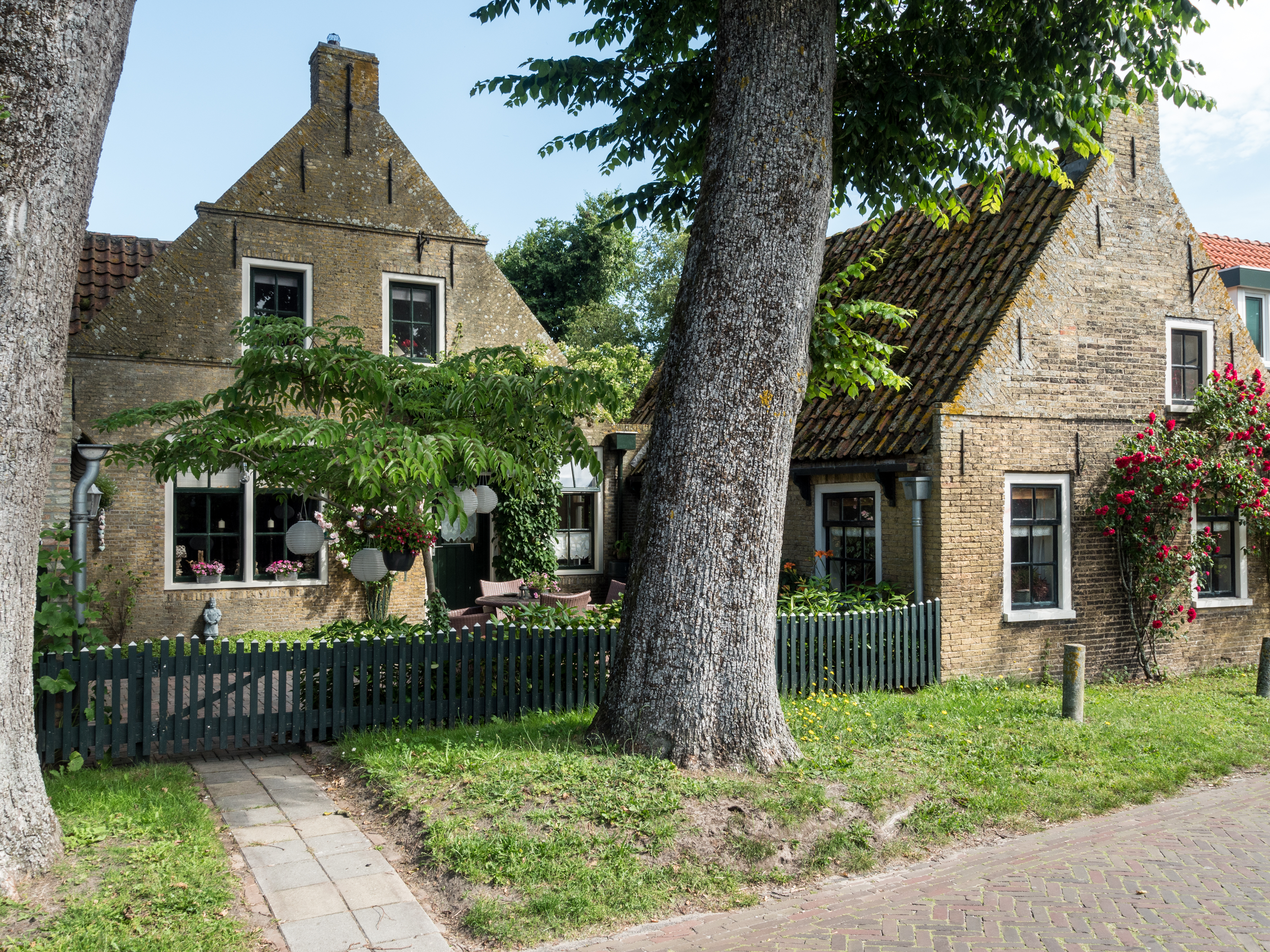
Rijksmonumenten Burgemeester Waldastraat
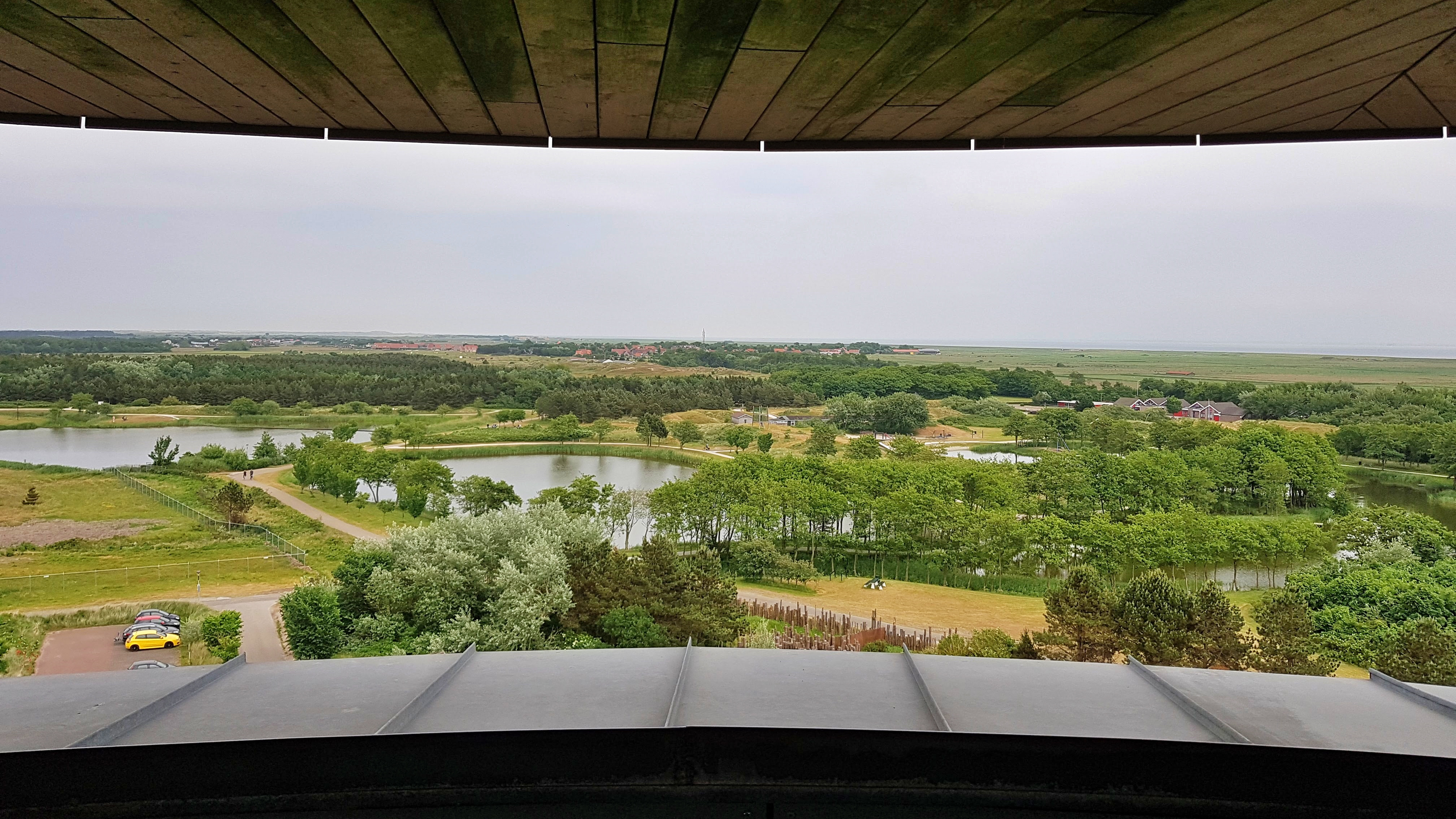
Uitkijktoren Natuurcentrum Ameland

## Kerkgebouwen

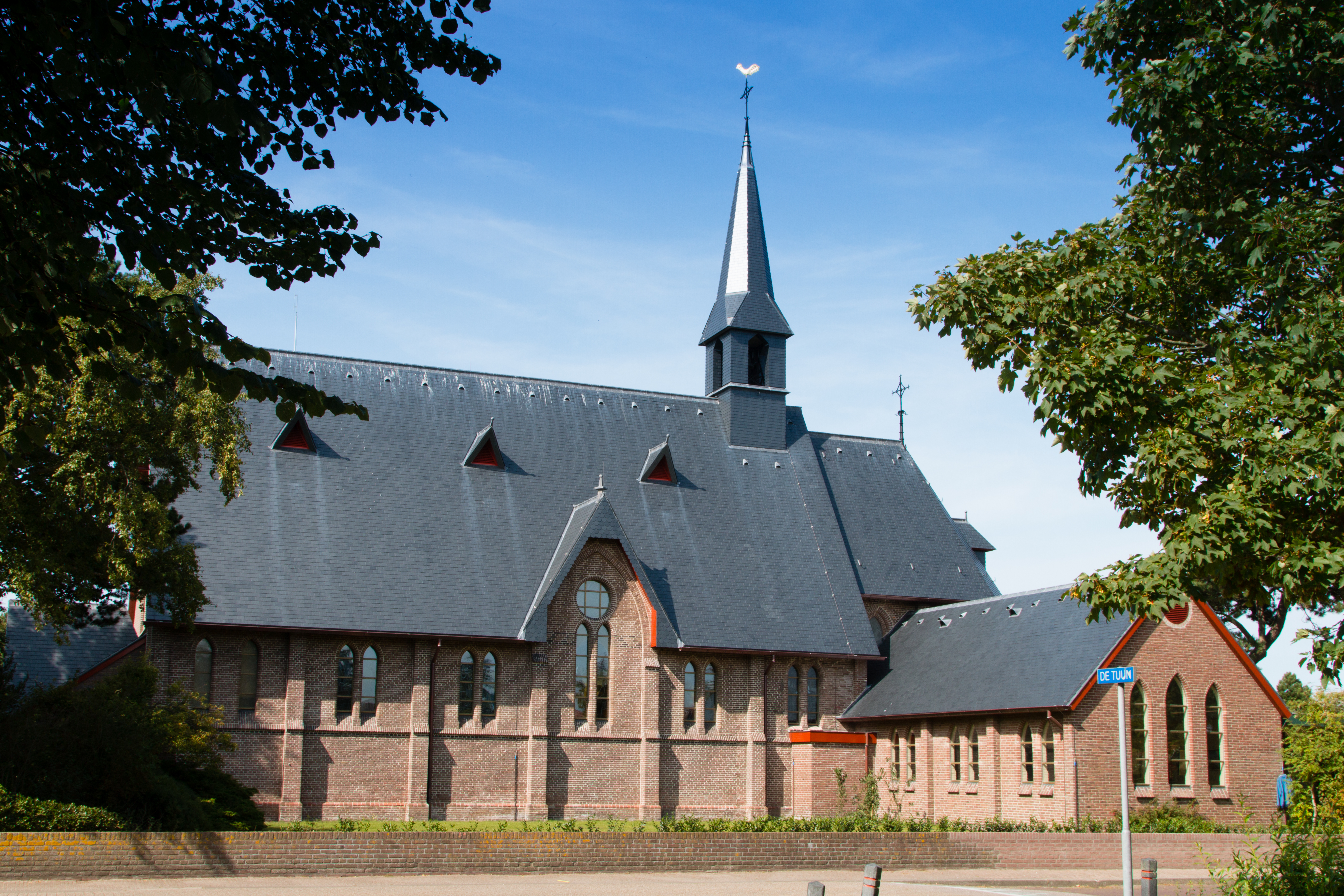
De Sint-Clemenskerk in 2017
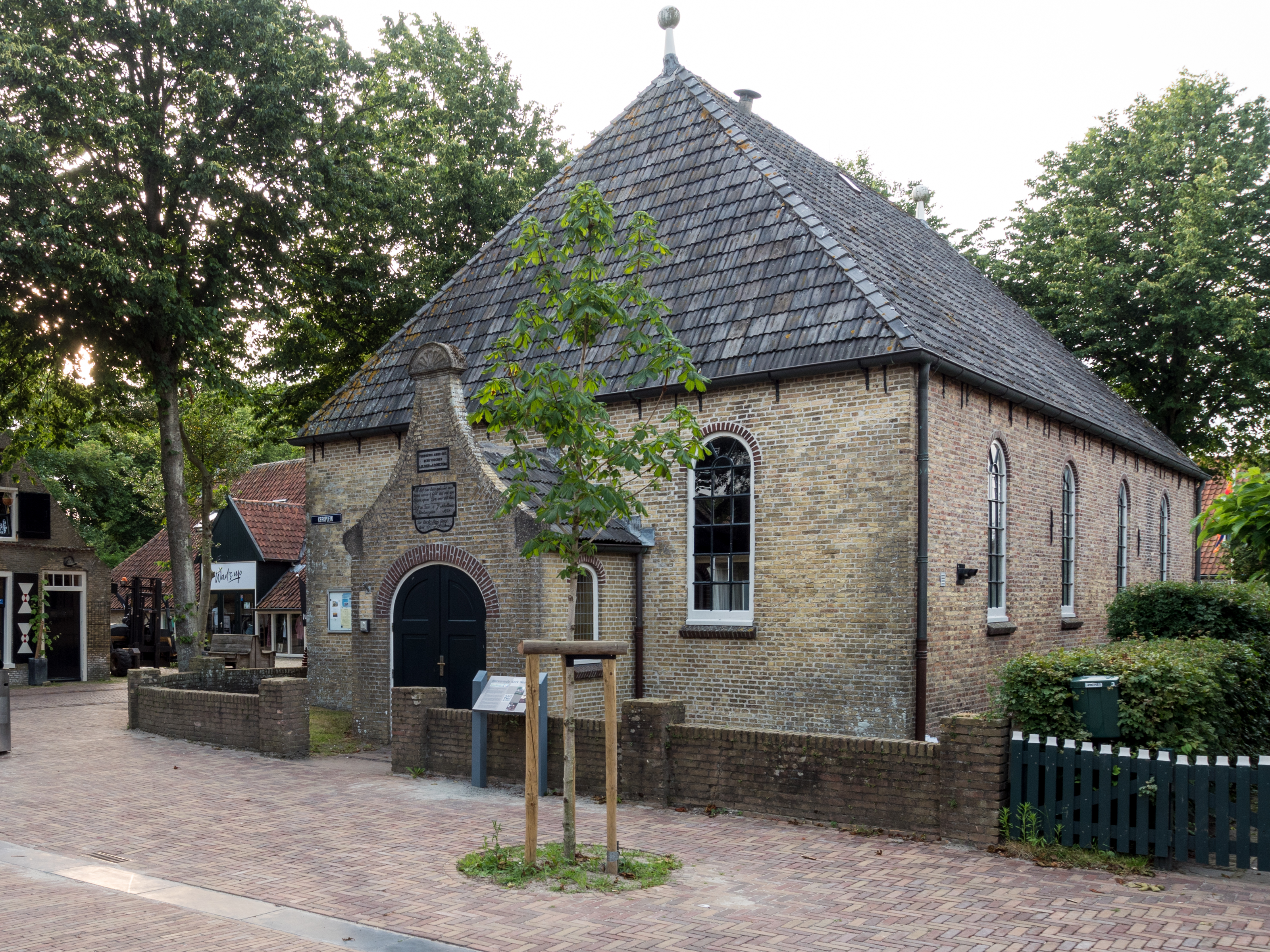
De Hervormde kerk van Nes
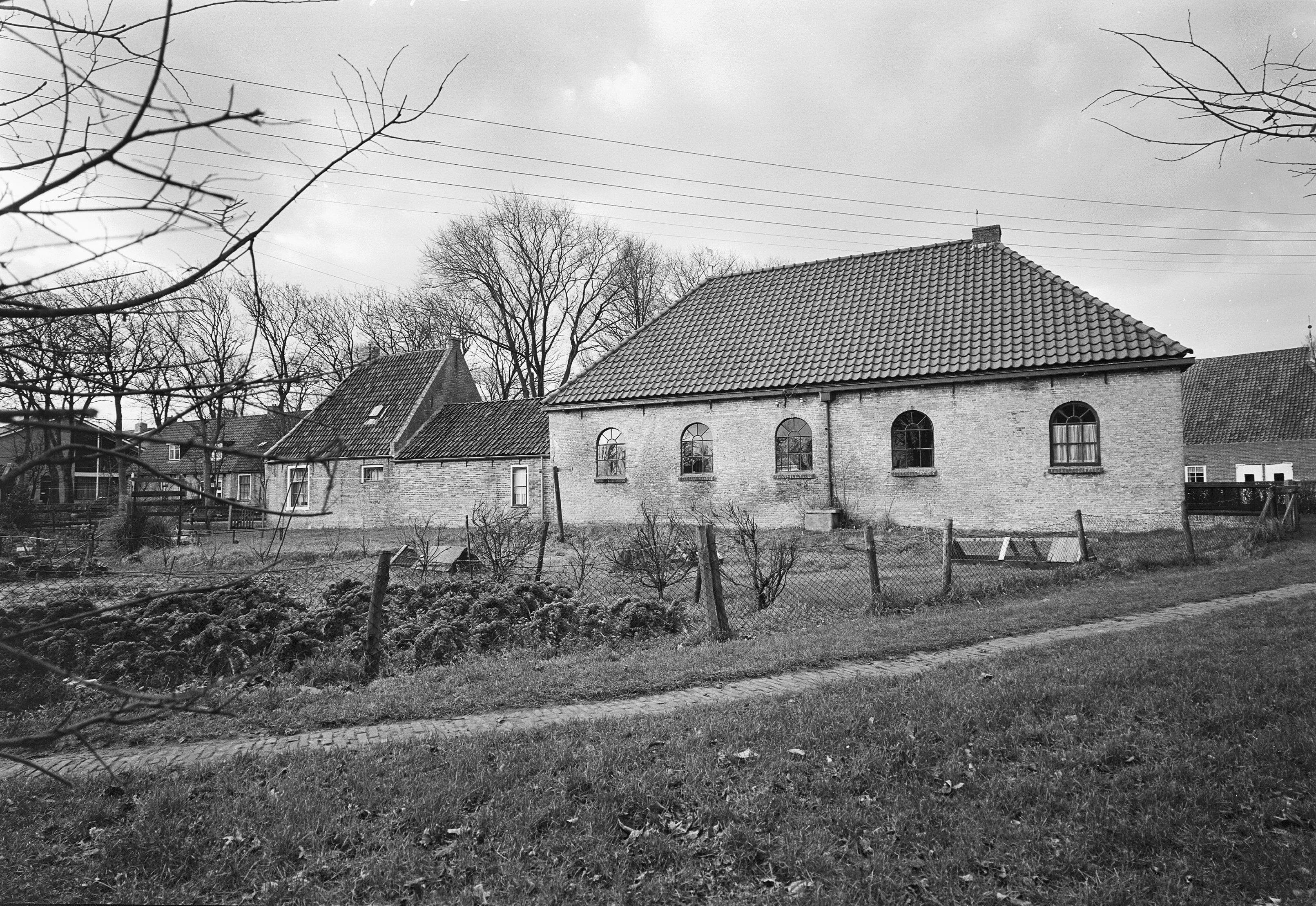
De Doopsgezinde kerk van Nes

## Bevolkingsontwikkeling
| 1999 | 2002 | 2003 | 2004 | 2012 | 2018 | 2019 | 2021 | 2023 |
| ---- | ---- | ---- | ---- | ---- | ---- | ---- | ---- | ---- |
| 1172 | 1235 | 1227 | 1189 | 1090 | 1230 | 1235 | 1235 | 1295 |

## Geboren in Nes
- Johannes de Jong, kardinaal-aartsbisschop van Utrecht
- Margaretha Renes-Boldingh, romanschrijfster
- Sjoerd Soeters, architect.
- Geertruida Jeanette Thorbecke, Nederlands-Amerikaans patholoog
- Tames Oud, beeldend kunstenaar

## Overleden in Nes
- Henk Geurts, politicus

## Woonachtig
- Marjan de Boer, golfspeelster

## Haven
Bij Nes, aan de zuidkant van Ameland, liggen de veersteiger en de jachthaven van het eiland, een van de 17 Waddenhavens. Het reddingstation van de KNRM heeft apart hiervan faciliteiten in de Ballumerbocht, zo'n 4 km ten westen van de veerdam. De jachthaven wordt beheerd door Stichting Jachthaven het Leyegat en is geopend van 1 april tot 1 november. Bij laagwater is de haven alleen voor kleine schepen aan te varen vanwege de geringe diepte van 0,60-0,80 m bij de haveningang. De aanvaarroute door de Reegeul is recht en duidelijk bebakend. De haveningang is aan de oostkant van de veerbootsteiger, vanaf de Reegeul moet rekening gehouden worden met af- en aanvaart van veerboten en rondvaartboten. Droogvallen kan op verschillende plekken, bijvoorbeeld ten oosten van de jachthaven. De haven heeft drijvende steigers met stroomvoorziening, een havenkantoor met meteo- en getijde-informatie en sanitaire voorzieningen.

## Veerdienst
De veerdienst van en naar Ameland wordt verzorgd door Wagenborg Passagierdiensten B.V. Samen met zusterschip de MS Oerd vaart de MS Sier op deze lijn.
Vanaf 1932 tot 1948 hielden de ondernemers Olivier en Van der Geest een vaste dienstregeling tussen Nes en Zwarte Haan. Het eerste schip in deze dienstregeling vertrok op zaterdag 9 juli om 11:10 vanaf Nes met de eerste terugreis vanaf Zwarte Haan om 13:10. Een retourtje kostte één gulden en veertig cent.
In 1940 besloten de Duitsers ook een dienstregeling te starten vanaf de pier van Holwerd naar Nes. Ondanks deze nieuwe dienstregeling vanaf de dam van Holwerd was de veerdienst van Olivier en Van der Geest tot en met 1948 actief. Door de aanleg van de Afsluitdijk veranderden de stromingen in de Waddenzee waardoor de vaargeulen na verloop van tijd dichtslibden en de voortzetting van deze veerdienst onmogelijk werd, daardoor werd alleen de dienst vanuit Holwerd voortgezet.
In 1968 werden de Prins Willem IV en het schip De Prinses Anna door Rijkswaterstaat ingezet voor passagiersvervoer. In 1985 voorstond het rijk privatisering van de rederij en zo werden de twee schepen verkocht aan Wagenborg Passagiersdiensten. Met de bouw van twee nieuwe veerboten voor deze lijn werden de Prins Willem IV en de Prinses Anna gemoderniseerd en omgedoopt tot respectievelijk Brakzand en Simonszand en ingezet op de lijn Lauwersoog en Schiermonnikoog. De twee nieuw gebouwde veerboten die op de lijn Ameland - Holwerd gingen varen waren de Oerd en de Sier. Later werden deze vervangen door de nieuwere MS Sier en de MS Oerd.